# Franz Karl Waldbott von Bassenheim
 Franz Karl Waldbott von Bassenheim (* 11. Mai 1760; † 1804) war Domherr in Hildesheim und Münster.

## Leben
Franz Karl Waldbott von Bassenheim entstammte dem rheinischen Adelsgeschlecht Waldbott von Bassenheim und war der Sohn des kurkölnischen Geheimrats Clemens August Waldbott von Bassenheim und dessen Gemahlin Wilhelmina Edmunda von Loe zu Wissen.
Sein älterer Bruder August Wilhelm war kurkölnischer Kämmerer und Hauptmann, der jüngere Bruder Maximilian Friedrich Herr zu Bornheim und Albrück. Im Jahre 1783 übertrug ihm Papst Pius VI. eine Dompräbende in Hildesheim. Drei Jahre später erhielt er von Theodor Joseph von Wrede zu Amecke dessen Präbende in Münster. Hier wurde er am 9. Juni 1786 aufgeschworen. Schon im Jahre 1791 verzichtete Franz Karl auf seine Pfründe. Der Fürstbischof verlieh diese an Clemens August Droste zu Vischering. Franz Karl heiratete Maria Barbara von Elverfeldt, Tochter des Domherrn Clemens August von Elverfeldt zu Steinhausen. Aus der Ehe stammten der Sohn Victor Ignatius (1798–1848, ⚭ Ferdinande von Quernheim) und die Tochter Theresia (* 1792, Kanonisse in Nottuln). Der Kurfürst Maximilian Franz stimmte dieser Dimission zu und übertrug ihm das Amt eines kurkölnischen Regierungsrats.